# Sonate K. 449
La sonate K. 449 (F.395/L.444) en sol majeur est une œuvre pour clavier du compositeur italien Domenico Scarlatti.

## Présentation
La sonate K. 449, en sol majeur, notée Allegro, forme une paire avec la sonate suivante, au tempo rapide également. C'est une étude sur les sixtes brisées, à la fois montantes et descendantes, aux formules comparables à la sonate K. 422,.

## Manuscrits
Le manuscrit principal est le numéro 32 du volume X (Ms. 9781) de Venise (1755), copié pour Maria Barbara ; les autres sont Parme XII 28 (Ms. A. G. 31417), Münster II 45 (Sant Hs 3965). Une copie est disponible à la Morgan Library, ID 316355, Cary 703 (no 37).

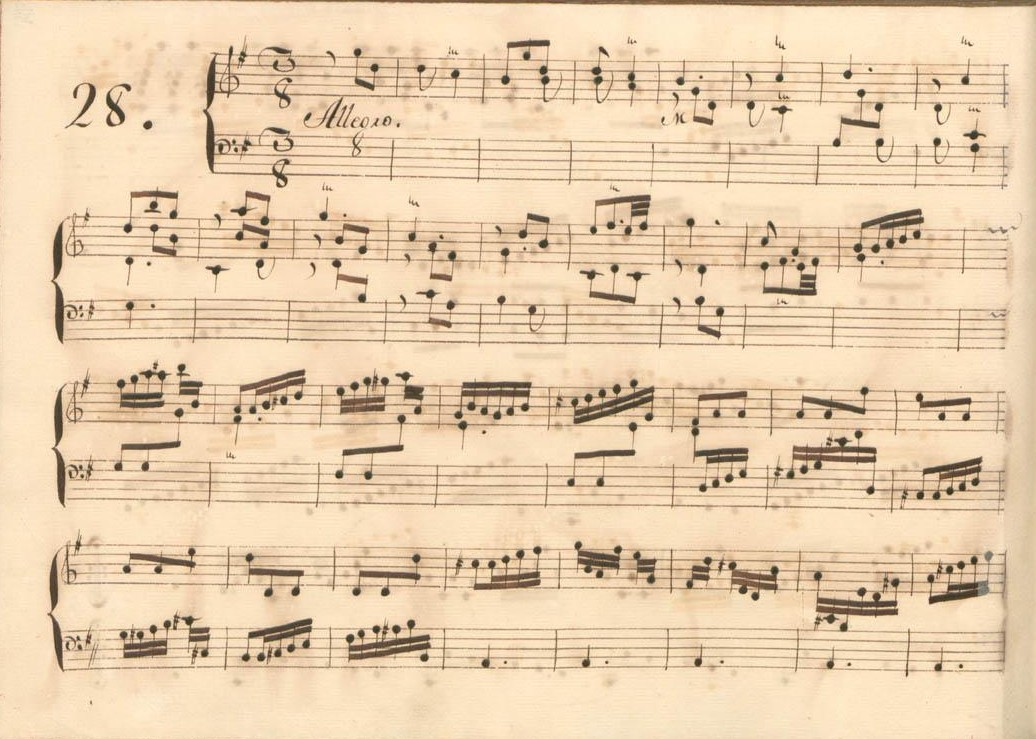
Parme XII 28.
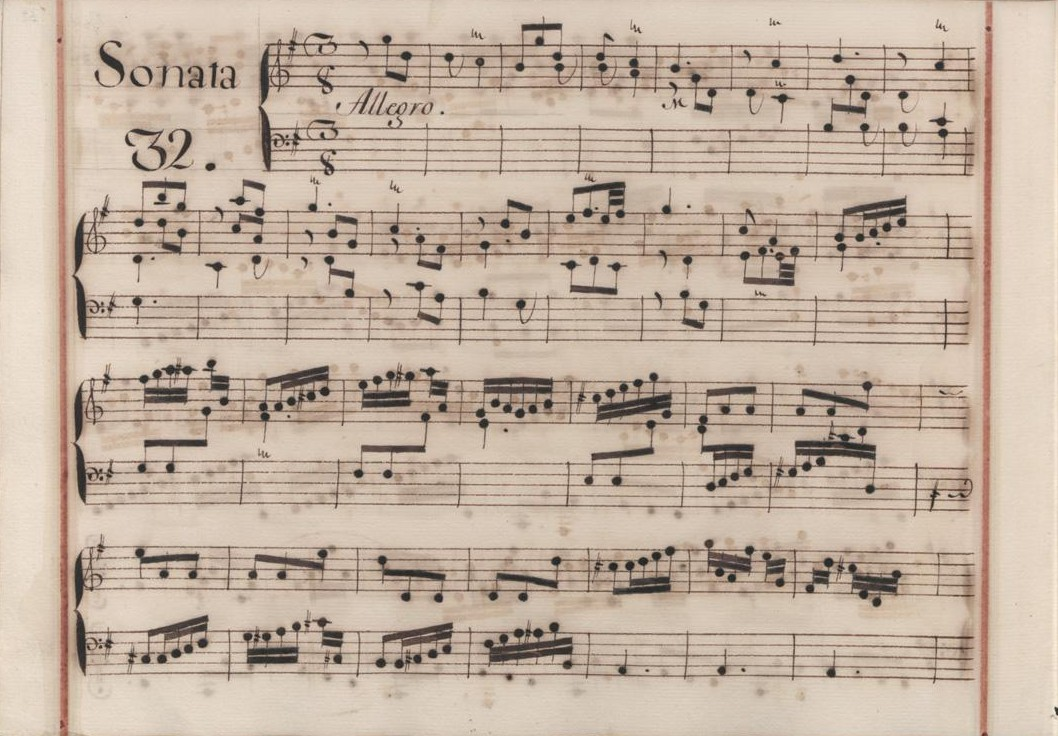
Venise X 32.
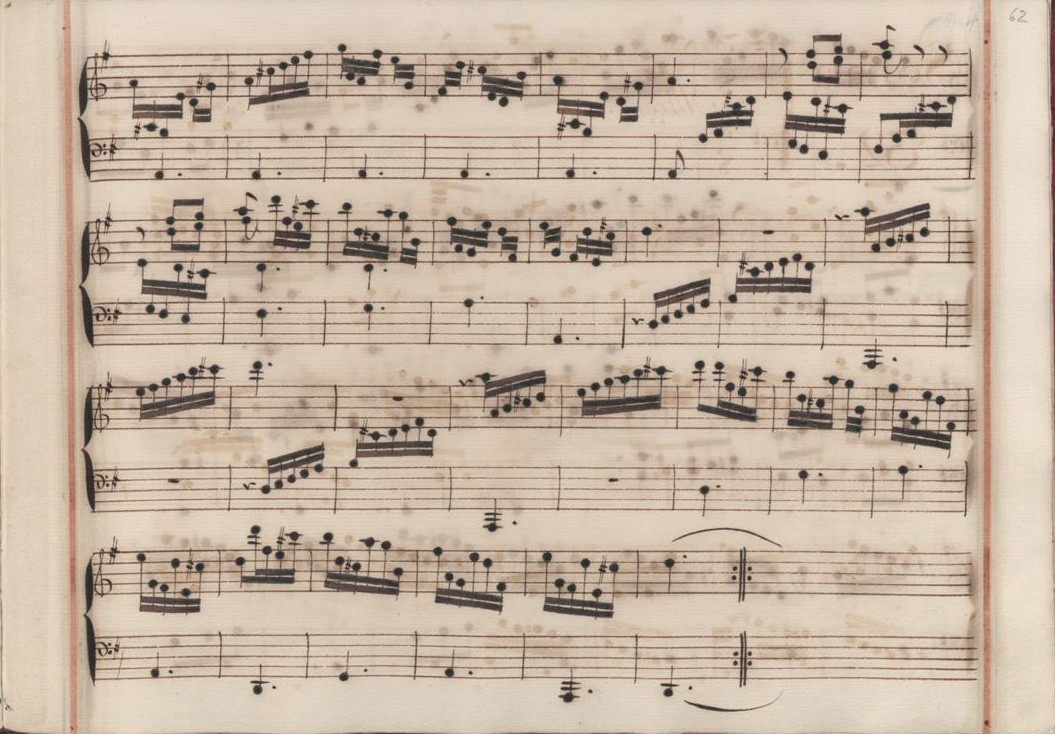
Venise X 32 (fin de la première section).
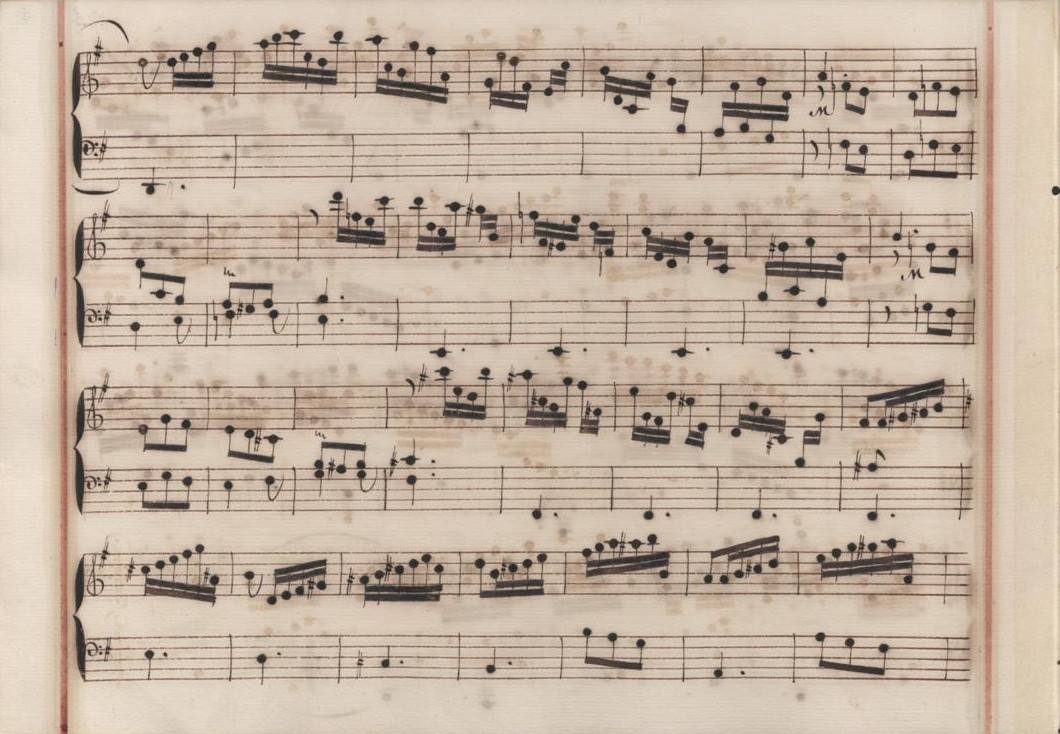
Venise X 32 (début de la seconde section).
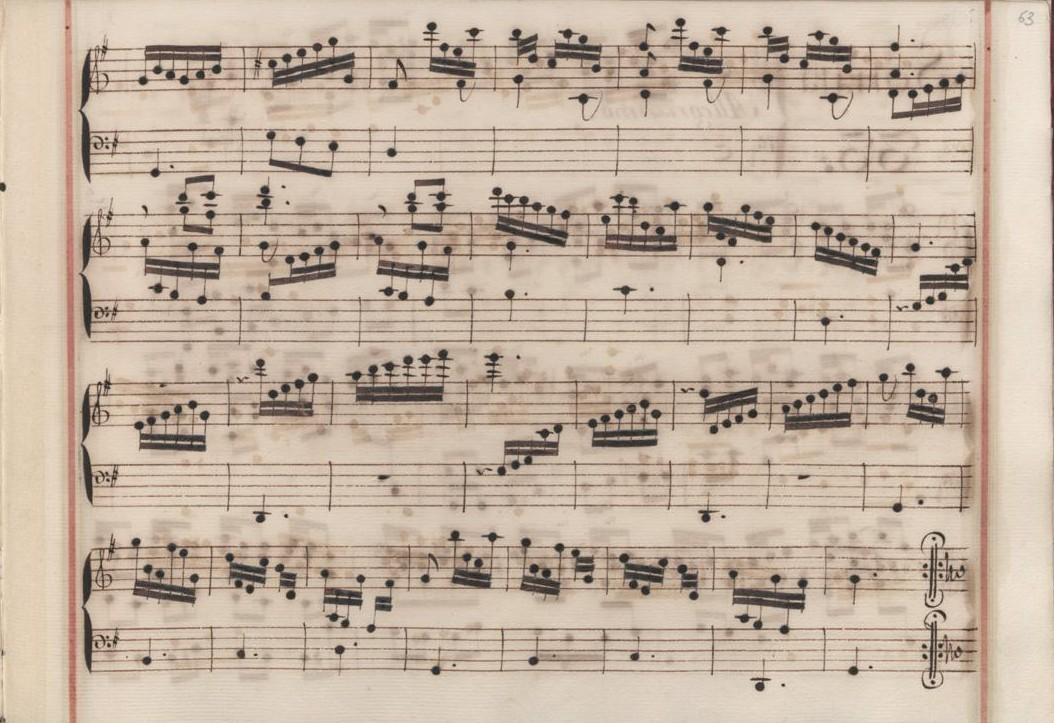
Venise X 32 (fin de la sonate).

## Interprètes
La sonate K. 449 est défendue au piano, notamment par András Schiff (1987, Decca) et Carlo Grante (2016, Music & Arts, vol. 5) ; au clavecin par Scott Ross (1985, Erato), Richard Lester (2003, Nimbus, vol. 4) et Pieter-Jan Belder (Brilliant Classics, vol. 10).

## Sources
: document utilisé comme source pour la rédaction de cet article.
- Ralph Kirkpatrick (trad. de l'anglais par Dennis Collins), Domenico Scarlatti, Paris, Lattès, coll. « Musique et Musiciens », 1982 (1re éd. 1953 (en)), 493 p. (ISBN 978-2-7096-0118-4, OCLC 954954205, BNF 34689181).
- Alain de Chambure, « Domenico Scarlatti : Intégrale des sonates — Scott Ross », Erato (2564-62092-2), 1985 (OCLC 891183737) .
- (en) Carlo Grante, « Domenico Scarlatti, intégrale des sonates pour clavier (vol. 5) », Music & Arts (CD-1294), 2017 (OCLC 1079366528) .
- (es) Celestino Yáñez Navarro (thèse), Nuevas aportaciones para el estudio de las sonatas de Domenico Scarlatti. Los manuscritos del Archivo de Música de las Catedrales de Zaragoza, Universitat Autònoma de Barcelona, 2016 (lire en ligne).